# يوليان إنغلس
يوليان إنغلس (بالألمانية: Julian Büscher)‏ هو لاعب كرة قدم ألماني في مركز الوسط، ولد في 22 أبريل 1993 في زوست في ألمانيا. لعب مع دي.سي. يونايتد ونادي بروسيا مونستر.

## وصلات خارجية
- يوليان إنغلس على موقع الدوري الأمريكي (الإنجليزية)
- يوليان إنغلس على موقع قاعدة بيانات كرة القدم.إي يو (الإنجليزية)
- يوليان إنغلس على موقع Soccerbase.com (لاعب) (الإنجليزية)
- يوليان إنغلس على موقع Soccerway.com (الإنجليزية)
- يوليان إنغلس على موقع عالم كرة القدم.نت (الإنجليزية)
- يوليان إنغلس على موقع AS.com (الإسبانية)